# Stuart Little
Pour le film, voir Stuart Little (film).
Stuart Little est un roman jeunesse américain d'E. B. White sorti en 1945. Il met en scène une petite souris qui donne son nom au livre. Stuart Little a été illustré par l'artiste Garth Williams, également sa première œuvre pour enfants.
Le livre est une histoire réaliste mais fantastique sur un garçon ressemblant à une souris nommé Stuart Little. Selon le premier chapitre, il ressemblait beaucoup à une souris à tous points de vue.
Il a été adapté au cinéma, à la télévision et en jeu vidéo.
Le livre est lu par le héros du film L'Indien du placard.